# Viktor Hertzberg
Viktor Hertzberg, född 23 april 1991, är en svensk ishockeyspelare som är forward i Brödernas/Väsby IK HK, dit han kom inför säsongen 2024/2025. Han spelade säsongen dessförinnan i Frisk Asker i den 
norska ligan. Han har även spelat i de allsvenska lagen Almtuna IS och Västerås IK, liksom i den kanadensiska juniorligan LHJMQ, där han spelade med Cape Breton Screaming Eagles och Club de hockey junior de Montréal (dagens Armada de Blainville-Boisbriand). Innan dess hade spelat med Frölunda HC:s juniorlag samt med IFK Munkfors.